# Vladimiro Cajoli
Vladimiro Cajoli (Montevarchi, 9 febbraio 1911 – Roma, 1979) è stato uno scrittore, giornalista e saggista italiano.

## Biografia
Dopo essersi laureato in lettere ebbe un'intensa attività di scrittore e saggista (collaborò, tra le tante riviste, con La Fiera Letteraria) e come drammaturgo portò in scena diversi testi teatrali. Al cinema la sua attività si riduce alla sceneggiatura di un solo film, nel 1952 (alcuni testi gli accreditano anche la sceneggiatura del film L'ira di Achille diretto da Marino Girolami nel 1962, ma nei titoli di testa non compare affatto). Piuttosto intensa la sua attività di creatore di testi originali radiofonici: nel 1959 vinse il Concorso Nazionale Originali Televisivi indetto dalla RAI e Anton Giulio Majano accettò di dirigere il suo copione, I figli di Medea che, trasmesso in diretta nazionale con Enrico Maria Salerno protagonista, suscitò immenso clamore. Passato in pianta stabile sul piccolo schermo, scrisse diversi altri originali fino al 1965 (l'ultimo fu Qualcuno è solo). Tra il 1969 e il 1971 collaborò all'adattamento di due episodi della celebre serie Nero Wolfe diretta da Giuliana Berlinguer ed interpretata da Tino Buazzelli e Paolo Ferrari, Un incidente di caccia e Sfida al cioccolato. Morì a Roma all'età di 67 anni.

## Filmografia
- Art. 519 codice penale di Leonardo Cortese (1952) sceneggiatura
- I figli di Medea di Anton Giulio Majano (1959) originale televisivo
- Adunanza di condominio, regia di Anton Giulio Majano, originale televisivo, 16 dicembre 1960.
- I polli di Enrico IV di Claudio Fino (1964) originale televisivo
- Qualcuno è solo (1965) originale televisivo